# ミキ・ビアシオン
マッシモ・「ミキ」・ビアジオン (Massimo 'Miki' Biasion, 1958年1月7日 - )はイタリアヴェネト州バッサーノ・デル・グラッパ出身のラリードライバー。1988年、1989年の世界ラリー選手権 (WRC) ドライバーズチャンピオン。

## 経歴
ビアジオンの親はイタリア語で天使ミカエルを意味する"ミケーレ"と名づけるつもりだったが、祖父が役所に届けた名前がマッシモだったため、それが戸籍上の名前となった。愛称のミキはその両親が考えた名前に端を発して付いたようだ。
子供の頃から車が大好きで、歯医者へ連れて行く際にはミニカーをあげなければならなかったため、たちまち棚はミニカーでいっぱいになった。ジェームズ・ボンドのアストンマーティンと、1960年代のラリー・モンテカルロで優勝したのミニがお気に入りだった。母はヴェネトで初めてライセンスを取得した女性で、サンドロ・ムナーリのレースを見に連れて行っていた。父はスーパー経営者で、ビアシオンは休日には宅配用のルノー・4を駐車場で運転していた。スピードの出るものも好きで、子供時代はスキーとモトクロスに熱中した。
1980年にオペル・アスコナに乗りWRCデビュー。1983年はランチアのセミワークスであるジョリークラブ (Jolly Club) に加入し、ランチア・ラリー037に乗りイタリアラリー選手権とヨーロッパラリー選手権 (ERC) を制覇する。1986年にはチェーザレ・フィオリオ率いるランチアワークスに昇格。デルタS4に乗り、ヘンリ・トイヴォネンの事故死という悲劇を乗り越え、アルゼンチンでWRC初勝利を飾る。
グループA移行後、ビアジオンは名車ランチア・デルタシリーズを駆り全盛期を迎える。1987年はチームメイトのマルク・アレン、ユハ・カンクネンらと三つ巴のタイトル争いとなるが、6ポイント差で惜しくもカンクネンに敗れる。翌1988年はデルタ・インテグラーレに乗り、出場した7戦中5勝を挙げて悲願のWRCタイトルを獲得する。1989年も出場6戦中5勝を挙げ、タイトル連覇を達成。1990年は2勝するもWRC初の3連覇はならず、トヨタのカルロス・サインツが初タイトルを獲得した。
1991年は0勝に終わり、チーム代表がレーシング畑のジョルジョ・ピアンタに代わると、チーム首脳との関係が悪化。これによって、1992年は長年在籍したランチアを離れ、フォードに移籍する。しかし、フランスの若手、フランソワ・デルクールを中心としたチーム運営に加え、チーフ・エンジニアのフィリップ・ドゥナビンを始め、役所体質と言われた独特のチーム運営がミキのフラストレーションを高め、なかなか思うような成績を出せなくなり、終いにはチームの組織編成に伴いマシン開発も満足に出来ない状況に陥り、結果、フォード時代にあげた勝利は1993年のアクロポリスのみにとどまる。
1995年、フォードがベルギーのプライベート・チーム、RASスポールにワークス参戦委託を表明すると、RASの生え抜きであったブルーノ・ティリーに押し出される形でチームを離脱。これが実質的なWRC引退となってしまった。
その後はラリーレイドへ転向し、トラック部門のイヴェコのワークスドライバーとして2010年代前半まで参戦した。ダカールでの最高成績は1999年の5位。1998、1999年はワールドカップのトラック部門を制覇した。また2003〜2004年はワークスの三菱・パジェロエボリューションを、2007年は「フィアット・パンダカール」をそれぞれドライブして四輪部門へと参戦した。
イヴェコでは排気量10L未満クラスの車両をドライブすることもあり、日野・レンジャーを駆る菅原義正の直接のライバルとなった。ダカールでステージ勝利を初めて記録したのは2012年のことで、この年デ・ルーイ・イヴェコで3勝を挙げている（最終結果は総合6位）。2014年はイヴェコから放出され、再びパンダカールをドライブする予定であったが、チームの経済的な理由により消滅。以降はダカールにエントリーしていない。
イタリアのタイヤメーカー、ピレリの開発ドライバーも務めた。
2023年現在まで年間数戦程度だがローカルラリーへの競技者もしくはオフィシャルカーとしての参加も続けており、ランチアのヒストリックカーに加えてヒュンダイ・i20クーペWRC、アバルト・124スパイダー R-GT、トヨタ・GRヤリスなどといった現代のラリーカーもドライブしている。

## エピソード
- カルロス・サインツやディディエ・オリオールらと並んで、マシンの開発能力には長けており、ランチアがWRCを席巻した活躍は彼の存在なくして出来なかったという声が多い。現に彼とランチア時代を過ごしたオリオールはターマック仕様のデルタのセッティングは、ビアジオンのセッティングをそのまま使うほどその開発能力を高く評価していた。
- ドライビングスタイルはスムーズで効率のよい走りが特徴であり、大きなカウンターステアを充てずに前輪が真っすく前を向いた状態で横滑りしながらアクセル操作でコーナーをクリアするゼロカウンター走行が彼の走りの最大の特徴であった。
- フォード時代の彼の扱いに対して、疑問を抱くものは多かった。フォード時代に共に戦い、ベルギー人ドライバーとして初のWRCトップを快走する活躍をみせたブルーノ・ティリーは、”なぜ、ビアジオンともあろう人がこれだけ苦しんでいるのか”という言葉を残している程である。しかし、彼が開発に携わったエスコート・コスワースはワークスチームだけに留まらず、他のプライベートチームにもその性能を認められていたことから、20年近くタイトル争いから遠ざかっていたフォード躍進の影の功労者といえるかもしれない。
- ランチアからフォードに移籍してきた直後の1992年にテストしたシエラ･コスワースを「人糞の積み重なり」と形容した。
- サインツ、オリオールと並んでマシン開発能力に秀でていたが、フォード時代はチーフ・エンジニアのフィリップ・ドゥナビンとの確執から、思うようなマシンの改良はおろか、セットアップも出来ずに走ることが多く、もし、ビアジオンの意向に沿ったセットアップがマシンに施されていたら、さらに活躍できたとの声も多い。ちなみにこのドゥナビンは人嫌いで閉鎖的な性格で有名で、自分の意に沿わないドライバーを遠ざけることが多々あったようだ。ちなみにドゥナビンは後に、フォードに移籍しマシン開発に対して積極的かつ綿密な作業を行うことで有名なサインツとも対立している。
- イタリアでは唯一の世界チャンピオンである彼は特別の存在である。スバルやセアトで活躍したピエロ・リアッティや、三菱で活躍したジャン・ルイジ・ガリは彼に対し、今でも尊敬の念を抱いている。
- 1988年のサファリ・ラリーではソマリア国境付近を偵察中に、地元の首長が飛び出してきて、沼地にハマったゾウの赤ちゃんを救出するように頼まれた。ビアシオンたちは無線で助けを呼んだ後、4時間かけて車で引っ張り上げて救出した。これが幸運を呼んだのかは分からないが、ビアシオンは2年連続でサファリを制することができた。またフィアットグループとしても19年間の挑戦の中で初の優勝であった[7]。